# تاريخ الميتاماتريال

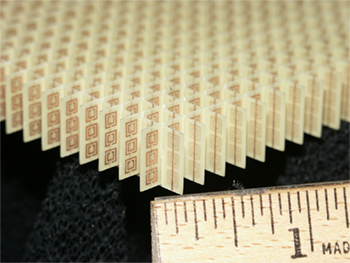
الميتاماتريال التي تنتج مؤشر إنكسار سلبى. تتكون مجموعتة من 3 × 20 × 20 وحدة الخلايا مع مقاييس عامة من 10 × 100 × 100 ملم.

تاريخ المواد الميتاماتيريال يبدأ عقب تطوير العوازل الصناعية في هندسة الميكروويف لأنها وضعت بعد تاريخ الرادار في الحرب العالمية الثانية. وبالإضافة إلى ذلك، هناك استكشافات عديدة من المواد الاصطناعية لمعالجة الموجات الكهرومغناطيسية في نهاية القرن 19. وبالتالي، فإن التاريخ يتعلق بما وارء ذلك هو في جوهره تاريخ تطوير أنواع معينة من المواد المصنعة، التي تتفاعل في تردد الراديو، الميكروويف، وفيما بعد الترددات الضوئية
.
حيث أن علم المواد قد أحرز تقدما، فقد تم استبدال الفوتونات الضوئية المادية محل الإلكترونات على اعتبار أن فوتون الناتجة من ضوء باعتبارها الناقل الأساسي للمعلومات. وبالتالي، بشرت الأبحاث المذكورة آنفا في الكريستال الضوئية ودليل على مبدأ الميتاماتريال مع معامل إنكسار سلبي. حدث هذا أولا في نطاق الميكروويف في بداية الألفية الجديدة. وأعقب ذلك الوصول إلى دليل لمبدأ الحجب باستخدام المواد الفوقية (بجعل الكائن محاطا بدرع يحفظه من الرؤية)، أيضا في نطاق الموجات الدقيقة، بعد ست سنوات حول. ومع ذلك، فإمكانية أن عباءة إخفاء الكائنات عبر
كامل الطيف الكهرومغناطيسي لا يزال بعيدا ويحتاج عقود. العديد من مشاكل الفيزياء والهندسة مازالت تحتاج إلى حلول.
ومع ذلك، مواد الانكسار السلبي أدت إلى تطوير هوائيات المواد الفوقية وعدسة الميكروويف المواد الفوقية وفاق إن نظم هوائيات لاسلكية مصغرة التي هي أكثر كفاءة من نظيراتها التقليدية. أيضا، فإن الهوائيات للمواد الفوقية الميتاماتريال الآن متاحة تجاريا. وفي الوقت نفسه، التركيز تحت الطول الموجى مع العدسات الفائقة هو أيضا جزء من الأبحاث في الوقت الحاضر التي تتعلق بالمواد الفوقية.

## الدراسات المبكرة للموجات

يمكن أن نتصور الموجات الكهرومغناطيسية بوصفها نشر موجات ذاتية التأرجح عرضيا من المجالات الكهربائية والمغناطيسية. يبين هذا الرسم البياني مستوى استقطاب خطي EM موجة تنتشر من اليسار إلى اليمين. الحقل الكهربائي في المستوى العمودي والمجال المغناطيسي في مستوى أفقي. هذين النوعين من الحقول في موجات EMR هي دائما في مرحلة مع بعضها البعض.

إن تاريخ المواد الفوقية يمكن أن يشتمل على نقاط مبدأية عديدة تعتمد على خصائص مثيرة للاهتمام المتعلقة مبكرا ب دراسة الموجات بدأت في عام 1904 واستمرت من خلال أكثر من نصف الجزء الأول من القرن العشرين.هذا البحث المبكر اشتمل على العلاقة من سرعة الطور إلى سرعة المجموعة والعلاقة بين موجة ناقلات ومؤشر الناقلات.
في عام 1904 فإن إمكانية سرعة الطور السلبية مصحوبة ب مضاد التوازى (رياضيات) كانت سرعة المجموعة قد تم ملاحظتها بواسطة (كتاب هوراس لامب  : ديناميكا السوائل) و (كتاب آرثر شوستر : مقدمة إلى علم البصريات). ولكن كل من الفكر العملي لتحقيق هذه الظاهرة غير ممكن. في عام 1945 ليونيد ماندلستام (أيضا "Mandel'shtam") درس المرحلة المضادة للالموازية ووتم التقدم للمجموعة بمزيد من التفاصيل. ويلاحظ أيضا أنه درس الخصائص الكهرومغناطيسية للمواد التي تتميز بخاصية الانكسار السلبى، وكذلك لأول مرة مفهوم اليد اليسرى المتوسطة.  وشملت هذه الدراسات السلبية سرعة المجموعة. وذكر أن مثل هذه الظواهر تحدث في الكريستالات الشعرية. يجوز هذا يعتبر هاما لأن الميتاماتيريال هي من صنع الإنسان الكريستال شعرية (هيكل). في عام 1905 H. C Pocklington درس أيضا بعض الآثار المتعلقة بسرعة المجموعة السلبية.
V.E. Pafomov (1959)، وفيما بعد عدة سنوات، وفريق البحث VM Agranovich وV.L. ذكر غينسبورغ (1966) وrepurcussions من السماحية السلبية، ونفاذية السلبية وسرعة المجموعة، في دراستهم للبلورات وأكسيتونs.
في عام 1967 يبدو أن ورقة VG Veselago قد بلورت النظرية إلى أبعد من ذلك. إدراك هذه الظواهر كان من الممكن لكنه يفتقر إلى المواد اللازمة لإنتاج نموذج عملي. لم يكن حتى عام 1990 أن المواد والقدرة الحاسوبية أصبحت متاحة لإنتاج الهياكل الضرورية بشكل مصطنع. Veselago توقع أيضا أن عددا من الظواهر الكهرومغناطيسية التي يمكن عكسها بما في ذلك معامل الانكسار.
وبالإضافة إلى ذلك، كان له الفضل بأن سك مصطلح «مواد اليد اليسرى» للمواد التي تظهر سلوكا مضادا للتوازى في يومنا هذاللموجات الناقلة وغيرها من المجالات الكهرومغناطيسية. وعلاوة على ذلك، أشار إلى أن المواد التي كان يدرسها كانت مادة مزدوجة السلبية كما تسمى بعض المواد الميتا هذه الأيام. في عام 1968 ترجم ونشر ورقته باللغة الإنجليزية.
لا تزال في وقت لاحق، التطورات في طباعة حجرية نانوية والتصوير subwavelength وتلك تقنيات تجري الآن في هذا العمل موجات الضوئية.

## الأوساط الكهرومغناطيسية المبكرة

### جاگديش چاندرا بوسه
جاگديش چاندرا بوسه كان عالما اشترك في أبحاث الميكروويف الأصلية خلال عام 1890 . وكان أستاذا محكما في الفيزياء في كلية الرئاسة ، كولكاتا وهو نفسهكان مشاركا في التجارب المعملية والدراسات التي تنطوي على الانكسار، الحيود والاستقطاب (موجات)، وكذلك أجهزة الإرسال وأجهزة الاستقبال ومكونات الميكروويف المختلفة.

## وسائط التماكب الضوئي في وقت مبكر
في عام 1898، أجرى جاگديش چاندرا بوسه أول الميكروويف تجربة على الهياكل الملتوية. هذه الهياكل الملتوية تطابق هندستها التي تعرف باسم اصطناعية وسائط تماكب ضوئي في مصطلحات اليوم. وبحلول ذلك الوقت، كان قد بحث أيضا الانكسار المزدوج (الانكسار) في البلورات. وشملت البحوث الأخرى الاستقطاب (موجات) من الحقل الكهربائي "موجات" التي تنتج بلورات. اكتشف هذا النوع من الاستقطاب في المواد الأخرى بما في ذلك فئة من العوازل.

## العوازل الإصطناعية في القرن العشرين

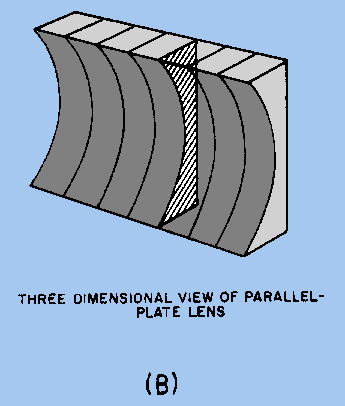
هذا "العدسة"تقوم بتحويل المدخلات الكروية لأشعة الميكروويف إلى خطوط موازية (موازى) في اتجاه معين في الجانب الخروج من ميكروويف عدسة. ويتم إنجاز العمل التركيز للعدسة من قبل الصفات الأنكسار من الشريط المعدني.

الكثير من البحوث التاريخية المتعلقة بالميتاماتريال توزن من وجهة نظر تشكيل حزمة الهوائي داخل هندسة الميكروويف بعد الحرب العالمية الثانية. وعلاوة على ذلك، فإن الميتاماتريال يتعلق وتبدو مرتبطة تاريخيا بكيان البحوث المتعلقة بالعوازل الصناعية في جميع أنحاء أواخر 1940، 1950 و 1960 حيث كان الاستخدام الأكثر شيوعا للعوازل الصناعية على مدى عقود قبل في الميكروويف النظام الهوائي لتشكيل الحزم الموجية. وقد اقترحت العوازل الصناعية لأنها من حيث التكلفة «أداة» منخفضة وخفيفة الوزن والبحث عن العوازل الصناعية، وغيرها من يتعلق بالميتاماتريال لا تزال جارية لأجزاء من الطيف الكهرومغناطيسي.

## البنى الفوتونية
ظهرت الكلمة «الضوئيات» في أواخر 1960 لوصف حقل البحث الذي كان هدفه استخدام الضوء لأداء مهام التي عادة ما تقع ضمن نطاق من الأجهزة الإلكترونية النموذجية، مثل معالجة المعلومات والاتصالات، من بين العمليات الأخرى. مصطلح الضوئيات أكثر تحديدا ضمنا:
- الخصائص الجسيمية للضوء.
- القدرة على خلق تكنولوجيات المعالجة باستخدام جهاز إشارة الفوتونات،
- والتطبيق العملي للبصريات،
- مرادف لالالكترونيات [18]

## ظواهر استثنائية

### اختراع الميتاماتريال
تاريخيا، وتقليديا، فإن وظيفة أو سلوك المواد يمكن تغييرها من خلال سلوكها الكيمياءى. منذ فترة طويلة كان هذا معروفا. على سبيل المثال، إضافة الرصاص لتغيير لون أو صلابة زجاج. ومع ذلك، في نهاية القرن 20th تم توسيع هذا الوصف من قبل جون بندري، وهو فيزيائى من امبريال كوليدج في لندن. في 1990 كان قد عمل استشاريا لشركة بريطانية، ماركوني لتكنولوجيا المواد ، باعتباره خبيرا المادة المكثفة والفيزياء. صنعت الشركة تكنولوجيا الشبح مصنوعة من الكربون الذي يمتص الإشعاع الذي كرس للسفن الحربية. ومع ذلك، فإن الشركة لم تفهم الفيزياء وكيف تتحكم في المادة. وطلبت من الشركة بندري إذا كان يمكن فهم كيفية عمل المواد.

## بصريات التحويل
The original theoretical papers on cloaking opened a new science discipline called transformation optics.

## وصلات خارجية
- "Microwave cloaking". New York Times. 12 يونيو 2007. مؤرشف من الأصل في 2018-10-31.